# Gruney
Gruney ist eine unbewohnte Insel im Nordwesten der zu Schottland zählenden Shetlands. Sie liegt etwa anderthalb Kilometer nördlich des Point of Fethaland, dem nördlichsten Punkt der Hauptinsel Mainland, im Nordatlantik. Die fast quadratische Insel hat eine Länge und Breite von jeweils rund 300 Metern, ihr höchster Punkt liegt bei 47 Metern. Auf Gruney betreibt das Northern Lighthouse Board seit 1976 einen mittlerweile automatisierten Leuchtturm.
Gruney dient verschiedenen Arten von Seevögeln als wichtige Brutstätte. Gemeinsam mit den Ramna Stacks, einer Gruppe nordwestlich vorgelagerter Felseninseln, ist es daher unter der Bezeichnung Ramna Stacks and Gruney sowohl als Naturschutzgebiet (SSSI) als auch als Schutzgebiet nach der EU-Vogelschutzrichtlinie (SPA) ausgewiesen. Beide fallen zudem in das SSSI Uyea – North Roe Coast. Gruney ist auch namensgebend für die geologische Formation Gruney and Fethaland, die als Teil der Sumburgh-Gruppe dem Old-Red-Sandstein aus dem mittleren Devon zugerechnet wird.